# M 18 (Ukraine)
Die M 18 ist eine Fernstraße von „internationaler Bedeutung“ in der Ukraine. Sie verläuft von Charkiw über Dnipro, Saporischschja, Melitopol und Simferopol nach Jalta auf der Halbinsel Krim. Bis 1991 war die Strecke nördlich von Simferopol Teil der M 2 im sowjetischen Fernstraßennetz. Sie ist nun Teil der Europastraße 105.

## Verlauf
- Charkiw
- Merefa
- Nowa Wodolaha
- Berestyn
- Pereschtschepyne
- Hubynycha
- Samar
- Mychajliwka
- Saporischschja
- Wassyliwka
- Melitopol
- Nowooleksijiwka
- Dschankoj
- Krasnohwardijske
- Hwardijske
- Simferopol
- Aluschta
- Hursuf
- Jalta

## Sonstiges
Auf dem südlichen Abschnitt der M-18 betreibt die staatliche ukrainische Transportgesellschaft Krymskyj trolejbus die längste Oberleitungsbus-Linie der Welt. Die Überlandstrecke ist 86,5 Kilometer lang und führt von Simferopol nach Jalta. 